# Communisme libertaire
Ne doit pas être confondu avec Collectivisme libertaire.

Symbole du communisme libertaire.

Drapeau du communisme libertaire.

Le communisme libertaire,  communisme anarchiste ou anarcho-communisme est une doctrine politique au croisement de deux autres :
- le communisme, entendu dans son sens le plus général, l'instauration d'une société sans classes sociales et sans État, par la mise en commun des moyens de production et la répartition des richesses créées selon l'aphorisme de Louis Blanc « De chacun selon ses moyens, à chacun selon ses besoins »[1],[2],[3];
- l'anarchisme, entendu comme une société qui a pour projet la liberté politique totale et l'émancipation des individus, passant par l'égalité économique et sociale, par une démocratie directe, autogestionnaire et fédéraliste (l'unité volontaire, l'association libre...)[1],[4].

Pour Carlo Cafiero, cofondateur du communisme libertaire, le communisme est synonyme d'égalité et l'anarchisme de liberté, il refuse alors de les opposer et cherche au contraire à les combiner, car ils sont pour lui « les deux termes nécessaires et indivisibles de la Révolution »,,.
Le communisme libertaire originaire du socialisme libertaire, est proche du collectivisme libertaire, du municipalisme libertaire, de l'anarcho-syndicalisme et à certains égards du syndicalisme révolutionnaire et du conseillisme.

## Histoire

### Aux origines
Le mouvement anarchiste est depuis ses origines associé au mouvement communiste. En effet, ils ont des origines communes en étant tous deux issus du socialisme, en ayant les mêmes inspirations idéologiques d'émancipation — d'abord permise par la Révolution française, puis par les mouvements ouvriers du XIXe siècle — et un même but final, le renversement du capitalisme, l'abolition de l'État et la restitution de la richesse sociale aux travailleurs. Les anarchistes socialistes comptent au XIXe siècle des personnalités comme Déjacque, Bakounine ou Cœurderoy.
Le 28 septembre 1864 est fondée l'Association internationale des travailleurs (AIT), également connue sous le nom de Première Internationale, qui a pour objectif de coordonner le développement du mouvement ouvrier et qui réfléchit à des principes politiques de base comme l'administration des choses. Cependant, de nombreuses divergences existent entre les différentes tendances du socialisme en son sein : Les « mutuellistes » s'inspirant de Proudhon, les collectivistes s'inspirant de Michel Bakounine et les communistes s'inspirant notamment de Karl Marx.
Ces divergences finissent par éclater à plusieurs reprises en conflit ouvert. Au congrès de Bâle en 1869, les partisans de Marx et de Bakounine, défendant la propriété collective, font bloc ensemble contre ceux de Proudhon, défendant plutôt une propriété individuelle. Puis au congrès de La Haye de 1872, Marx s'oppose à Bakounine sur la question du pouvoir octroyé au Conseil général de Londres, Marx voulant le centraliser alors que Bakounine appeler à le décentraliser. Marx réussit à exclure Bakounine et James Guillaume de la première Internationale par vote du congrès, ce qui malgré lui est un suicide de l'AIT, déjà affaiblie, menant à une division clair entre « marxistes » et « anarchistes » et entrainant une scission très importante.
À partir de ce moment-là, les partisans de Bakounine fondent une Internationale dite « antiautoritaire » au Congrès de Saint-Imier en 1872 : la Fédération jurassienne. Le mouvement anarchiste commence alors vraiment à se structurer et différentes tendances se développe en son sein, les unes étant plus ou moins complémentaires avec les autres. Il y a notamment les collectivistes libertaires (Bakounine...), les anarchistes individualistes (Stirner...), les anarcho-syndicalistes (Pouget...) et enfin les communistes libertaires (Errico Malatesta, Carlo Cafiero, Pierre Kropotkine, Élisée Reclus...).

### La recherche d'une synthèse

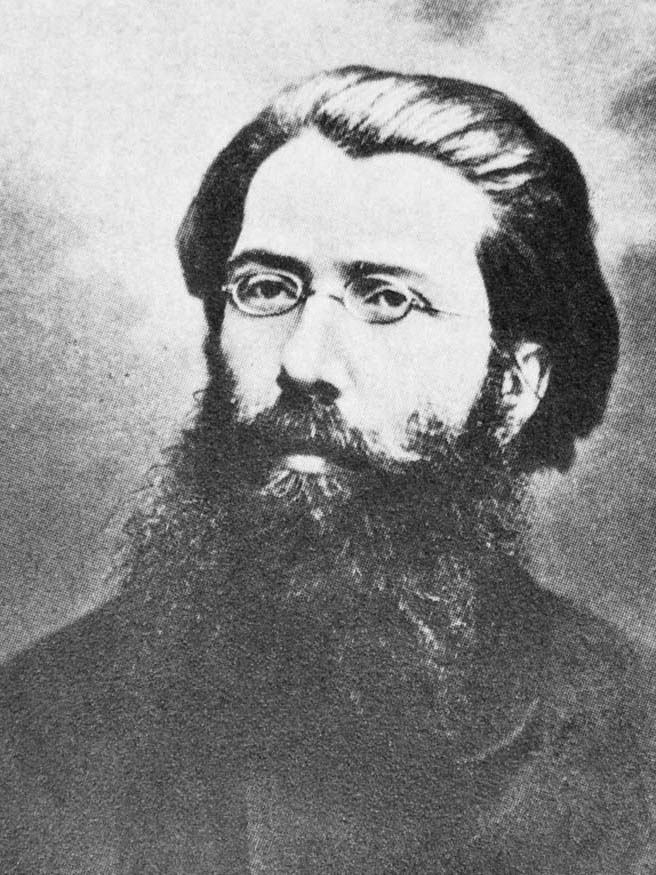
Carlo Cafiero

L'association des termes « communisme libertaire » est revendiqué, par la Fédération italienne de l'Internationale anti-autoritaire de St-Imier (créée en 1872), au congrès de Florence de 1876 par Errico Malatesta et Carlo Cafiero. Soit 19 ans après l’invention du terme « libertaire » et 36 ans après la mise en circulation de « communisme ». Ce positionnement est pris en opposition au collectivisme libertaire, qui est à cette époque la position officielle de l'Internationale anti-autoritaire (avec l'influence de Bakounine) et ce à cause de la crainte qu'un centralisme économique puisse être amené par la théorie collectiviste.
Ils ne veulent ni rejeter le communisme — comme le faisaient Bakounine et Proudhon —, ni mépriser l’anarchisme — comme le faisaient Marx et Engels —, mais faire une synthèse, voir un dépassement en comblant leurs lacunes, de l'anarchisme et du communisme,. Cafiero résume sa pensée en cette formule : « Nous voulons la liberté, c’est-à-dire l’anarchie, et l’égalité, c’est-à-dire le communisme. » Son anarchie pourfend trois ennemis (l’autorité, le pouvoir et l’État) et son communisme entend s’emparer des richesses « au nom de l’humanité ».
Quelques années plus tard en 1880, au congrès de La Chaux-de-Fonds de l'Internationale anti-autoritaire, Élisée Reclus définit le communisme libertaire comme la « conséquence nécessaire et inévitable de la révolution sociale » et « expression de la nouvelle civilisation qu’inaugurera cette révolution », et qui implique notamment « la disparition de toute forme étatiste » et « le collectivisme avec toutes ses conséquences logiques, non seulement au point de vue de l’appropriation collective des moyens de production, mais aussi de la jouissance et de la consommation collectives des produits » (Le Révolté, 17 octobre 1880).
Par la suite d'autres penseurs du communisme libertaire poseront leur pierre à l'édifice de cette synthèse, comme Pierre Kropotkine pour qui « l’anarchie mène au communisme, et le communisme à l’anarchie », et qui affirme également, en 1913 dans La Science moderne et l’Anarchie, que le communisme dispose en lui de deux voies : l’oppression et la liberté, l’autoritarisme et l’anarchisme.
Le danger quant auquel Kropotkine mettait en garde semble finalement s'être réalisé durant la révolution russe en 1917, où les bolcheviques, sous la direction de Lénine, se sont approprié le mot « communisme », avec une mise en pratique bien différente du communisme libertaire : un parti d’avant-garde, un État centralisateur et répressif, un productivisme de principe... Pour les communistes libertaires, les États marxistes-léninistes n'ont rien de communiste et se rapprochent plus d'un collectivisme d'État, voire d'un capitalisme d'État, puisque pour eux le communisme est un mode d'organisation sans État.

### Les problèmes organisationnels et stratégiques

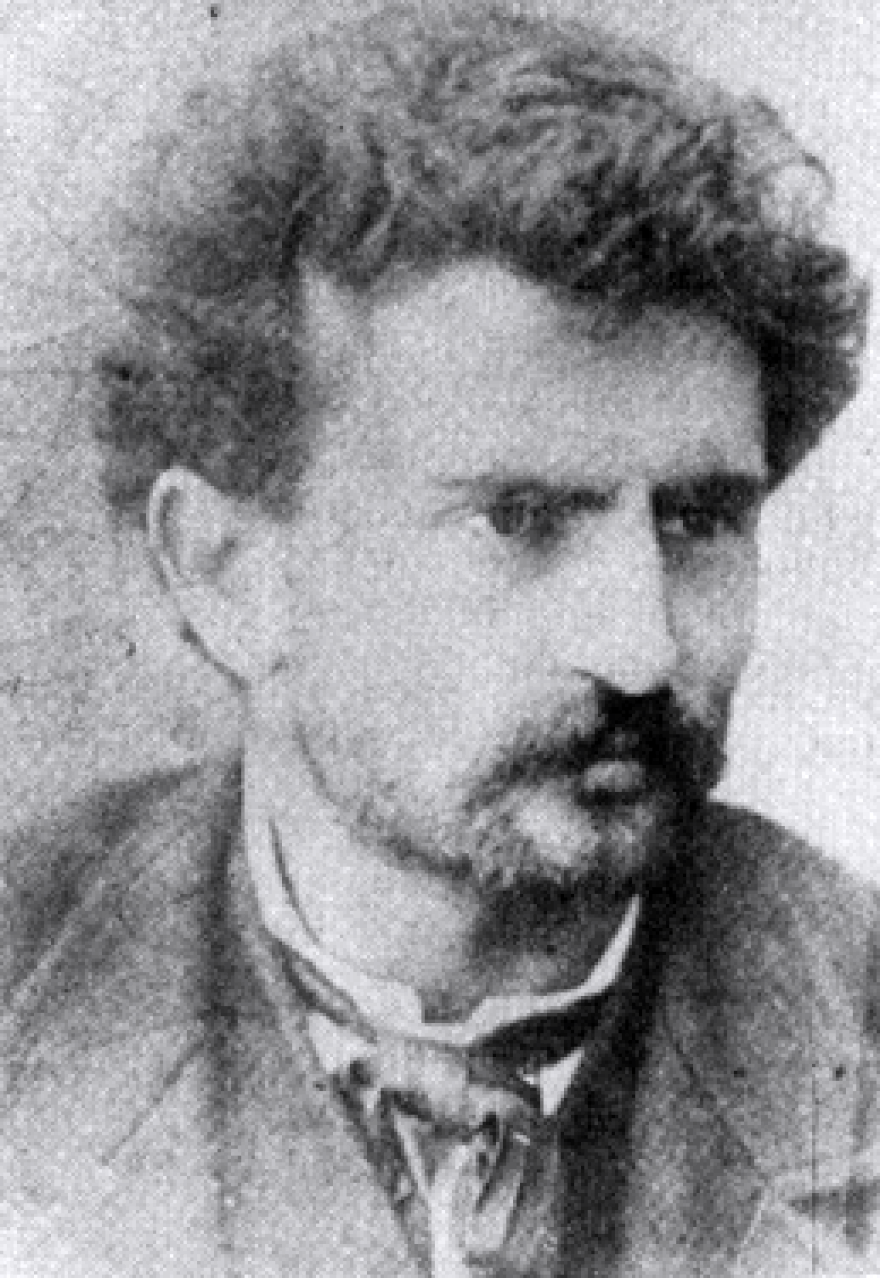
Errico Malatesta

En même temps que le reste du mouvement anarchiste, le communisme libertaire connaît de nombreuses réflexions, questions et évolution de ses modes d'organisations et de stratégies. Sa doctrine adopte à ses débuts une stratégie insurrectionnaliste. Elle est pratiquée en Italie par Errico Malatesta, Carlo Cafiero ou Saviero Merlino, qui en avril 1877 lance une insurrection dans le massif montagneux du Matese (dans la province de Bénévent), dans le but de provoquer un soulèvement dans cette région. Même si ce fut un échec, des actes de propriété communales furent brûlés et le communisme libertaire proclamé pendant un temps.
Dans les années 1880-1890, à la suite de l'échec des stratégies insurrectionnelles et propagandiste par le fait, c'est les stratégies de l'anarcho-syndicalisme et du syndicalisme révolutionnaire qui deviennent dominantes au près des communistes libertaires, un mode de militantisme proche de la conception gradualiste de Malatesta à la fois « syndicaliste et éducative […] fondée sur le primat pacifiste des solidarités vécues » et de l'« l’évolutionnisme » d'Élisée Reclus. Cette stratégie trouve son expression la plus aboutie sans doute au sein de la Confédération nationale du travail pendant la révolution sociale espagnole de 1936.
Dans les années 1920 à la suite de la révolution russe — où pour la première fois dans l’histoire, les principes du communisme libertaire furent mis en application au sein d'une Ukraine libertaire — un groupe de communistes libertaires exilés d'Ukraine et de Russie fuyant le régime bolchevique dresse un bilan critique afin de comprendre l'échec du mouvement libertaire durant cette révolution et élabore une nouvelle forme d'organisation. C'est ainsi qu'est publié, en 1926, la « Plate-forme organisationnelle de l’union générale des anarchistes » écrit par Archinov, Nestor Makhno, Ida Mett, Valesvsky et Linsky, appelant à la construction d'une grande organisation spécifiquement communiste libertaire, qui cherche selon Makhno à apprendre de « la leçon du passé », à «opposer ses forces vives aux ennemis de la révolution » et à sortir l’anarchisme des « limites étriquées d’une pensée marginale et revendiquée uniquement par quelques groupuscules aux actions isolées » afin de gagner les masses et d'« accomplir les tâches de l’anarchisme, non seulement lors de la préparation de la révolution sociale, mais également à ses lendemains »,.
D'autres communistes libertaires (dont Malatesta, Faure, Voline...) répondent négativement au nouveau modèle plate-formiste (lui trouvant des insuffisances théoriques pouvant permettre à une forme d'autoritarisme de s'installer au sein de son organisation). En opposition, est alors élaboré un contre modèle d'organisation, la synthèse anarchiste, qui cherche à rassembler toutes les différentes tendances de la tradition anarchiste : individualiste, anarcho-syndicaliste et socialiste-communiste.
Au cours de la seconde moitié du XXe siècle, une nouvelle forme d'organisation proche du plateformisme se développe au sein du mouvement communiste libertaire sud américain : le spécifisme. On y retrouve la nécessité d’une organisation spécifiquement anarchiste unie théoriquement, dans le but d'y théoriser et développer un travail politique et d’organisation stratégique, afin de participer activement à des mouvements sociaux autonomes et populaires.

## Idéologie
« Le Communisme - qu'il faut se garder de confondre avec le Parti Communiste - est une doctrine sociale qui, basée sur l'abolition de la propriété individuelle et sur la mise en commun de tous les moyens de production et de tous les produits, tend à substituer au régime capitaliste actuel une forme de société égalitaire et fraternelle. Il y a deux sortes de communisme : le communisme autoritaire qui nécessite le maintien de l'État et des Institutions qui en procèdent et le communisme libertaire qui en implique la disparition »

— Sébastien Faure, art. « Communisme », Encyclopédie anarchiste, vol. 1.

### Principes constitutifs
Originaires de l'Internationale antiautoritaire, les communistes libertaires ont comme premier principe majeur l’anti-autoritarisme. Dans la pratique cela détermine les modalités de lutte et les modes d'organisation prônés par les communistes libertaires : assemblées générales, mandat impératif, fédéralisme, auto-organisation, autogestion...
Leur second principe majeur est la reconnaissance de la lutte des classes. Induisant une importante implication des communistes libertaires dans les mouvements sociaux (grève, blocage, manif...) et dans les syndicats de lutte et/ou révolutionnaires.

### Méthode
Les communistes libertaires sont des révolutionnaires, qui pensent que l'abolition du capitalisme et de l’État devra nécessairement passer par une révolution sociale surement violente afin d'aboutir au communisme. Ils pensent que cette révolution doit être l'œuvre des masses elles-mêmes, de leur propre initiative et spontanéité, et rejettent toute avant garde ou chefs qui voudrait guider les masses.
Cette révolution est néanmoins comprise comme un processus, durant lequel le prolétariat prend de plus en plus conscience de lui-même, se mobilise et s'organise en contre-pouvoir, afin de partir à la conquête de ses aspirations populaires immédiates par les mouvements sociaux, à travers des pratiques de lutte anti-autoritaire, jusqu'à se substituer à l'État lui-même.
Malatesta parle alors de gradualisme révolutionnaire : « L'anarchisme, doit être nécessairement gradualiste. On peut concevoir l'anarchisme comme la perfection et c'est un bien que cette conception reste toujours présente à notre esprit tel un phare idéal qui guide nos pas. Mais il est évident que cet idéal ne peut être atteint d'un seul bond, en passant d'un seul coup de l'enfer actuel au paradis rêvé. »

### Projet de société
Le but des communistes libertaires est l'établissement d'un nouvel ordre social juste et émancipateur (et non pas le « désordre » social), grâce à l'abolition conjointe du capitalisme et de l’État. Cette société communiste libertaire, décentralisée, fédérale, sans classe sociale, ni État, doit garantir à la fois l'égalité sociale et la liberté des individus.
L’État, considéré comme oppresseur par nature, est remplacé par une libre fédération de communes associées et par une démocratie directe fonctionnant de bas en haut avec des mandats impératifs, en opposition à la « démocratie représentative »,. La police et l'armée cèderont leur place à une défense civile populaire contrôlée localement et démocratiquement par mandats révocables,.
L'économie capitaliste est remplacée par une économie communiste, où les moyens de production (les terres, les usines, les bureaux...) deviennent des biens communs gérés collectivement et où la production est gérée autogestionnairement par les travailleurs, organisés en associations ou en syndicats. La planification de l'économie et de la production se fera démocratiquement par l'ensemble de la fédération, afin de produire pour les besoins humains et dans le respect de l'environnement, plutôt que pour la course au profit,,. Par extension, les communistes libertaires proposent de substituer à la propriété privée la « possession individuelle », ne garantissant aucun droit concernant l'accumulation des biens « non utilisés ».

## Les liens entre communisme libertaire et communisme marxiste

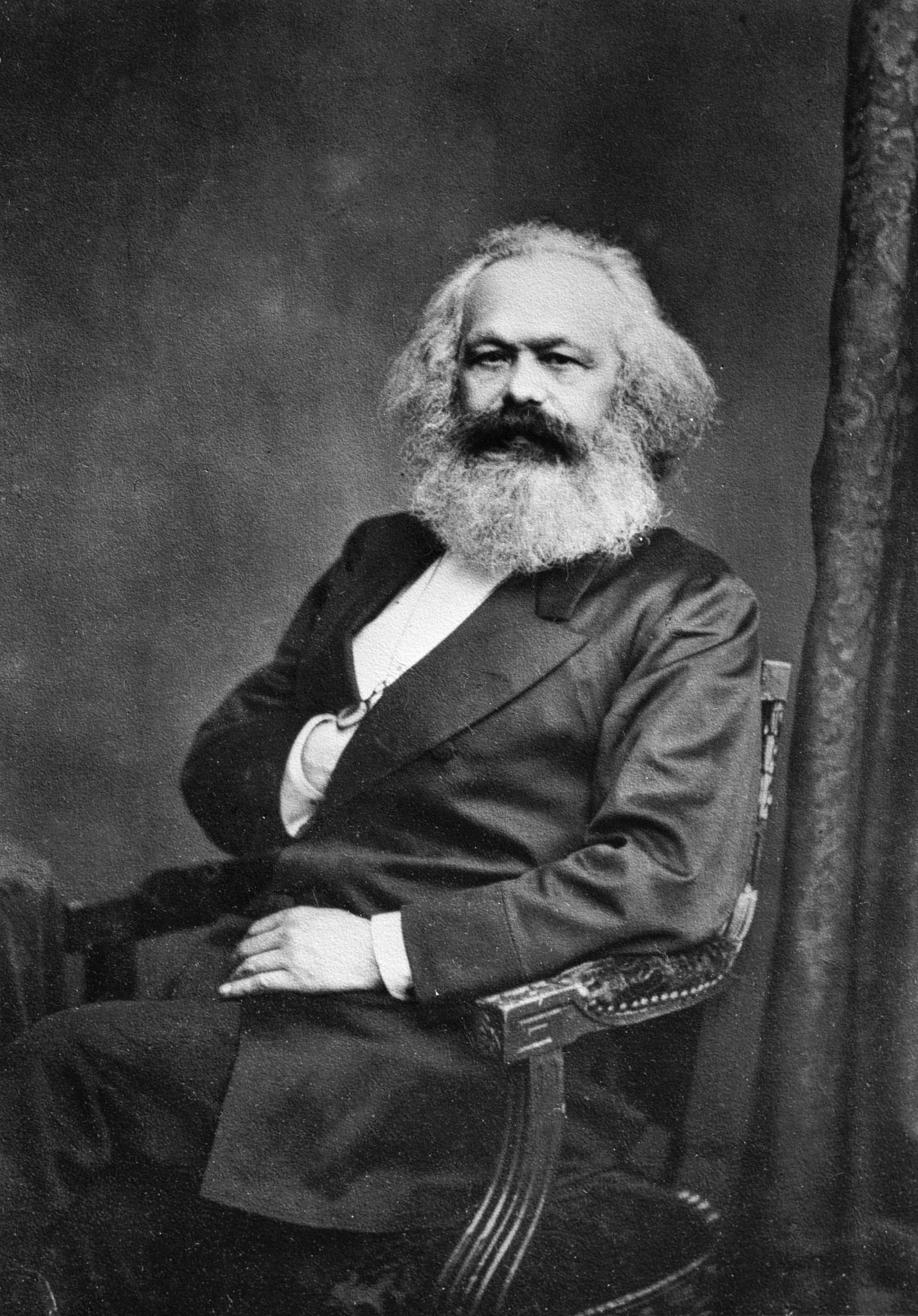
Karl Marx

Communisme libertaire et communisme marxiste ont cohabité au sein de la Première Internationale. Des liens entre les deux ce sont alors fait très tôt, comme lorsque Carlo Cafiero publie en 1879 son Abrégé du Capital de Karl Marx, afin de faire une synthèse didactique permettant au plus grand nombre d'avoir accès au texte de Karl Marx.
Le communisme libertaire a en commun avec le communisme marxiste la critique du mode de production capitaliste qu'ils considèrent tous deux devoir être aboli par la révolution prolétarienne pour aboutir à une société communiste, c'est-à-dire une société sans classe sociale et sans État. Le communisme libertaire se distingue du communisme marxiste dans la méthode à suivre pour parvenir à cette fin. Le communisme libertaire refuse la centralisation économique et politique et prône l'abolition immédiate de l’État pour son remplacement par une organisation sociale fédérale reposant sur la libre association et limitant fortement le pouvoir des représentants politiques par le mandat impératif. Pour Marx, la société communiste se devait d'être le point d'aboutissement du processus révolutionnaire, mais contrairement aux anarchistes, il considérait qu'elle ne pouvait être atteinte directement. D'après lui, il faut en passer par la médiation d'une dictature du prolétariat suivie d'une extinction progressive du pouvoir étatique.
L'héritage de Marx est contrasté en la matière. Mais à la suite de la révolution d'Octobre, avec la prise de pouvoirs des bolcheviks en Russie et la création de l'Internationale communiste, le léninisme devient la version dominante du marxisme. Une doctrine qui, loin de l'idée d'une extinction progressive du pouvoir étatique, renforça le pouvoir de l'État en Russie. Malgré ça, différentes tentatives de synthèse ou de prélèvement entre anarchisme et marxisme ont été élaborées par la suite.
Dans les années 1960-70, Daniel Guérin tente l'élaboration d'un courant qualifié de « marxiste libertaire », cherchant à faire la synthèse entre anarchisme et marxisme. Il s'agit pour l'anarchisme de se réapproprier la conception matérialiste de l'histoire, et pour le marxisme majoritaire de se débarrasser de visées étatistes et autoritaires. Ce concept a remis en lumière les points de convergence du « marxisme » et de l'« anarchisme », notamment sur la question de l'analyse économique et sociale.
Plutôt qu'une synthèse entre anarchisme et marxisme, le courant communiste libertaire va plutôt faire des prélèvements. Il prélève de la doctrine marxiste tous les éléments, compatibles avec l’idéal libertaire, lui permettant de solidifier sa doctrine. Ainsi, il s'empare de concepts et d'outils marxistes comme la lutte des classes, mais également pour certains de la méthode dialectique. Les communistes libertaires gardent néanmoins une attitude pragmatique et n'hésitent pas à ajouter des corrections et des actualisations à la pensée de Marx. C'est ce qu'on retrouve en 1986, dans le Projet communiste libertaire de l'Union des travailleurs communistes libertaires, où le concept de lutte des classes est élargi au delà de la critique initiale des rapports d'exploitation avec une critique des rapports de pouvoir (L’État n'est plus vu comme un simple produit des rapports entre les classes sociales mais comme une institution autoritaire en soi, productrice d’une classe dominante).
Cette dynamique mène à une forme de rupture avec certains dogmes anarchistes, comme l'« absence de pouvoir », alors perçue comme une « pure vue de l'esprit », y préférant la construction d'un pouvoir populaire fonctionnant de bas en haut. Ou le soutien des communistes libertaires aux « luttes de libération nationale » pas nécessairement comprises comme des diversions bourgeoise et nationaliste, mais pouvant aussi relever d'une dimension anticapitaliste, où il serait préférable d'encourager « les forces liant émancipation nationale et émancipation sociale ».

## Communisme libertaire en France

### Origines
Déjà dans les années 1840, alors que la France commence tout juste à se saisir politiquement du terme « communisme » et que Proudhon, penseur français du socialisme libertaire, popularise et loue le terme « anarchiste », l'on retrouve des groupes précurseur du communisme libertaire, comme le journal L'Humanitaire de Gabriel Charavay, qui selon l'historien Max Nettlau est le « premier organe communiste libertaire et l'unique en France pour quarante ans ».
En 1870-1871, on voit en France le soulèvement de plusieurs communes insurrectionnelles, auxquels nombreux socialistes libertaires ont participé. Comme Bakounine qui rédige le 25 septembre 1870 la proclamation de la Fédération révolutionnaire des communes, en remplacement de l’État centralisé, appelant au soulèvement de la première Commune de Lyon auquel il participera. Cette suite d'évènement, qui trouve sa fin à la chute de la Commune de Paris et la Semaine sanglante en mai 1871, est une référence historique importante pour les mouvements libertaires, du fait que des organisations politiques basées sur la démocratie directe y sont expérimentées.

### Période insurrectionnelle
En 1879, est fondé le journal communiste libertaire, Le Révolté, fondé à Genève par Pierre Kropotkine et qui déménage en France en 1885. Prônant au début une stratégie insurrectionnaliste et propagandiste par le fait pour atteindre le communisme libertaire, des groupes anarchistes insurrectionnels l'utilisent pour revendiquer certaines de leurs actions. Le Révolté fini par réévaluer sa position stratégique en 1890 en tirant le bilan de l'échec de la « propagande par le fait » qui isole de plus en plus les anarchistes des masses ouvrières.

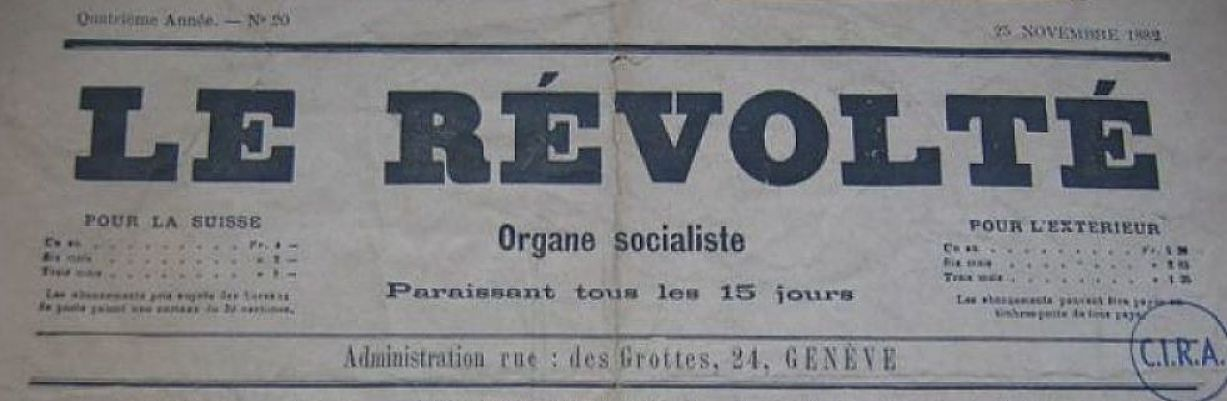
Le Révolté, no 80 du 20 novembre 1882.

En même temps que le reste du courant communiste libertaire, Le Révolté se tourne vers le syndicalisme révolutionnaire, préconisant la création d'un syndicalisme de masse : « Il faut être avec le peuple et créer des unions monstres, englobant les millions de prolétaires contre les milliers et les millions d’or des exploiteurs » (La Révolte, 27 septembre 1890).
Malgré ce début de changement stratégique, les lois scélérates sont promulguées en 1893 et 1894 en réponse aux attentats anarchistes. L'interdiction de diffuser de la « propagande anarchiste », les arrestations, la fermeture des journaux libertaires... font beaucoup de mal à l'ensemble du mouvement anarchiste français et par extension aux communistes libertaires.

### Période syndicaliste
Dès 1890, beaucoup de communistes libertaires militent activement au sein des syndicats. Comme Fernand Pelloutier appelant les anarchistes à s'y investir, car c'est en leur sein que l'on trouve « le germe de groupes libres de producteurs par qui semble devoir se réaliser notre conception communiste et anarchiste »; comme Paul Delesalle qui veut rendre le mouvement syndical « communiste-anarchiste »; et comme Émile Pouget défendant le syndicalisme révolutionnaire au sein de la Confédération générale du travail.
La tendance syndicaliste révolutionnaire, en grande partie composé de communiste libertaire, prend de plus en plus de place au sein de la CGT naissante. Du congrès de 1897, où la CGT adopte le principe du sabotage comme moyen d’action sur le patronat. Jusqu'au congrès de 1906, avec l'adoption de la Charte d'Amiens, donnant quelques-uns des traits spécifiques du syndicalisme de la CGT : la lutte des classes, la lutte quotidienne pour des améliorations immédiates mais aussi la lutte pour la disparition du salariat et du patronat, ainsi que son indépendance vis-à-vis des organisations politiques, du patronat et de l'État. Dans cette continuité, le 5 octobre 1909, paraît le premier numéro de la Vie ouvrière, journal de la CGT, qui se définit alors comme « syndicaliste Révolutionnaire, antiparlementaire ».
En 1892, est fondé la Fédération des Bourses du travail, animé par Fernand Pelloutier, elle est massivement investie par les syndicalistes révolutionnaires et les anarcho-syndicalistes qui vont contribuer à faire des bourses du travail des lieux de rencontre de la classe ouvrière, de solidarité, d'élaboration de revendications, mais aussi un centre d'éducation populaire et de formation de militants, pouvant par exemple comporter des bibliothèques.

### Les guerres mondiales

#### Première guerre mondiale

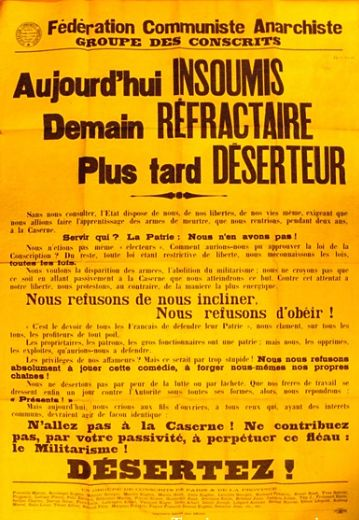
Affiche du Groupe des conscrits siglé FCA, octobre 1912.

Juste avant la première guerre mondiale, est fondé l'Alliance communiste-anarchiste en 1910. Une amorce de structure organisationnelle, qui donne naissance en 1911, à la Fédération communiste anarchiste (FCA), première véritable organisation libertaire française d'envergure nationale. En 1913, la FCA organise un congrès nationale où elle adopte un manifeste en huit points :
1. répudiation de l'individualisme ;
2. fondation d'une organisation fédérale ;
3. réaffirmation de l'antiparlementarisme ;
4. réaffirmation de l'antimilitarisme (mais sans adhésion au mot d'ordre de désertion) ;
5. profession de foi syndicaliste révolutionnaire et appel à rejoindre la CGT ;
6. réaffirmation que la révolution naîtra de la grève générale expropriatrice ;
7. reconnaissance de l'illégalisme uniquement à des fins de propagande (récusant les actes de la "bande à Bonnot") ;
8. définition des termes "anarchiste", "communiste" et "révolutionnaire" [41].

Durant sa courte existence la FCA se montre très active sur la question de l'antimilitarisme, contre la guerre et contre la loi des trois ans. Mais en août 1914, au moment de l'entrée en guerre, l'organisation est démembrée, ses militants dispersés finissent en prison, en exil ou au front. Les derniers restés à l'arrière vont participer à l'action pacifiste et à la résistance à l'Union sacrée.
Pendant ce temps, au détriment des syndicalistes révolutionnaire, la CGT se rallie à l'Union sacrée et, en opposition au reste du courant, des figures du communisme libertaire, comme Jean Grave et Pierre Kropotkine, publient le Manifeste des Seize en soutien aux alliés contre l'Allemagne.

#### Entre-deux-guerres
À la sortie de la guerre, en décembre 1918, la FCA est refondée, en 1920 elle prend le nom de l'Union anarchiste (UA) et relance en janvier 1919 Le Libertaire, un hebdomadaire communiste libertaire de référence avant 1914. Ses militants sont alors actif au sein de la nouvelle Confédération générale du travail unitaire, scission des minoritaires de la CGT contre l'Union sacré, cherchant à perpétuer le syndicalisme révolutionnaire d’avant-guerre[source insuffisante].
En juillet 1926, au congrès d’Orléans, l’organisation se rebaptise Union anarchiste communiste (UAC) et adopte le « Manifeste d’Orléans »[source insuffisante], qui tente une conciliation entre les sensibilités individualiste et communiste libertaire. Mais l’année suivante, l’organisation devient exclusivement communiste libertaire en adoptant la Plate-forme de Nestor Makhno et Piotr Archinov et se rebaptise Union anarchiste communiste révolutionnaire (UACR). Elle abandonne cependant le fonctionnement plateformiste en 1930, les militants ayant jugé son application trop rigide pour une petite organisation comme la leur[source insuffisante]. En 1934, l'UACR en revenant à l'appellation « Union anarchiste » en vue de réaliser l'unité de tous les anarchistes, connait une scission de militants refusant le sacrifice du caractère communiste libertaire de l’organisation, la Fédération communiste libertaire (FCL  « première manière ») est fondée.
Par la suite, les militants de l’Union anarchiste vont jouer un rôle important durant les grèves de juin 1936. Les effectifs de l’organisation grimpent jusqu’à 4 000 adhérents[source insuffisante]. Mais en 1938-1939, la défaite de la Révolution espagnole et la montée vers la guerre entraînent une démoralisation au sein de l'Union anarchiste, qui maintient néanmoins sa ligne « pacifiste révolutionnaire »[source insuffisante]. Finalement en septembre 1939, lors de la déclaration de guerre, l’UA cesse d’exister.

#### Deuxième guerre mondiale
Sous l’Occupation, beaucoup des anciens militants de l'UA se limitent à un pacifisme « passif » ; d’autres, comme Marcel Guennec, Georges Gourdin et Georges Fontenis, participent à la résistance, notamment au sein du réseau anarchiste de la région parisienne, du réseau anarchiste du Midi et de la CGT clandestine.
En 1944, les militants issus de l'UA et de la Fédération anarchiste de langue française (FAF), présents dans le réseau anarchiste de la région parisienne, décident de se réunir au sein d'une fédération libertaire unifiée. Ils participeront alors à la relance du Libertaire en décembre 1944, puis à la fondation de la Fédération anarchiste de 1945 .

### Après guerre

#### Fédération anarchiste de 1945 (1945-1953)
Après la Seconde Guerre mondiale, dans un souci de rassembler les militants anarchistes dispersés durant la guerre, la Fédération anarchiste de 1945 (FA) se construit afin d'unir tous les anarchistes dans une même structure.
Mais ce choix de la synthèse anarchiste est contesté, et des militants communistes libertaires favorables à une unité et une discipline plus grande au sein de l’organisation entreprennent de la remodeler selon leur vision proche du plateformisme. Certains, au sein de la tendance clandestine Organisation Pensée Bataille (OPB) animé par Georges Fontenis. Ils parviennent à s’emparer définitivement de la FA lors du congrès de Paris de 1953, la transformant en Fédération communiste libertaire (FCL « deuxième manière ») après en avoir exclu les tendances les moins compatibles avec la nouvelle ligne communiste de l'organisation.
Parallèlement, en 1954, les synthésistes, les individualistes et des opposants créés une nouvelle Fédération anarchiste. Cette FA arrivera à se maintenir jusqu'à aujourd'hui.

#### Fédération communiste libertaire (1953-1957)

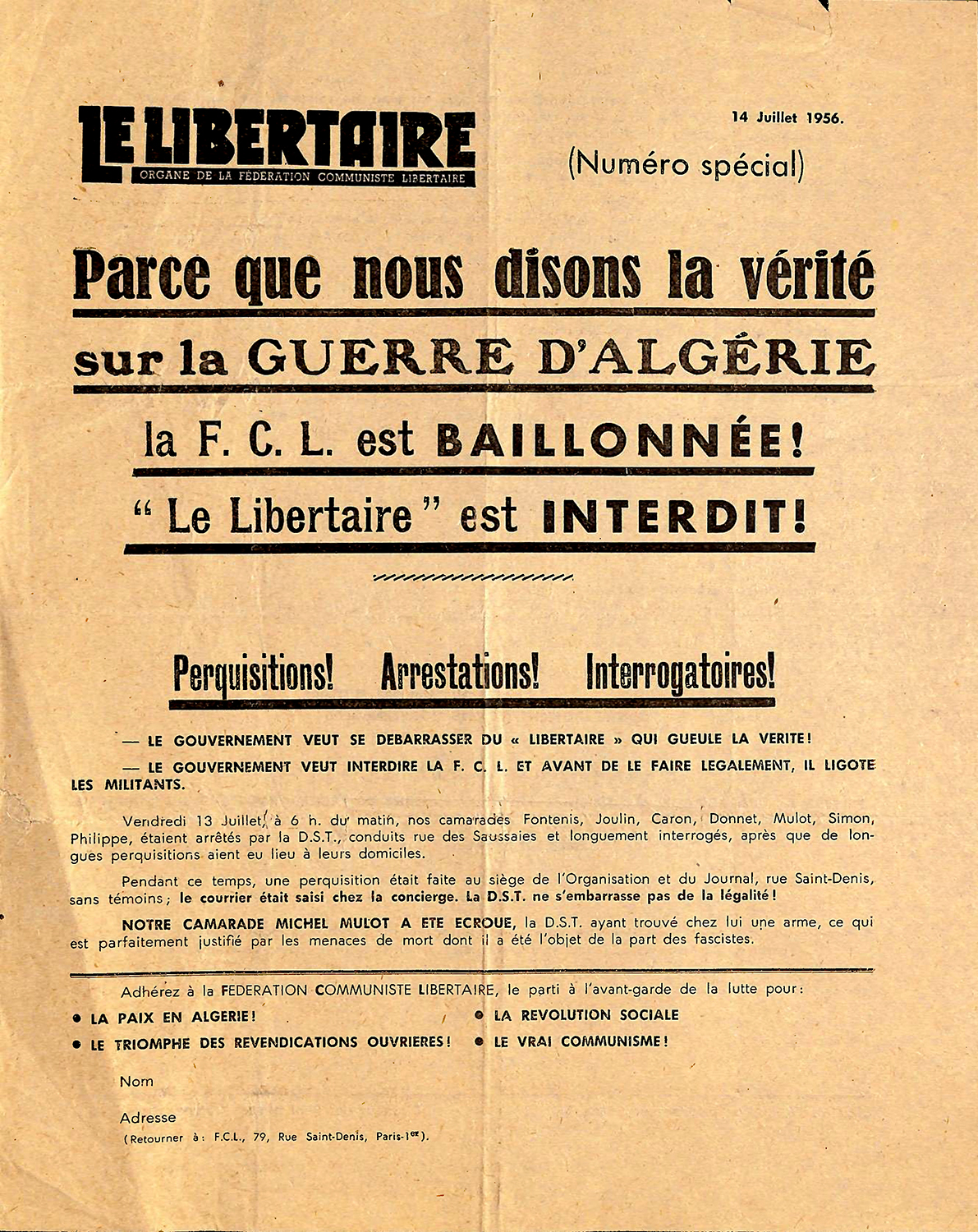
Le Libertaire du 14 juillet 1956, ultime numéro de l'hebdomadaire de la FCL, étranglée par la répression, sur un simple recto-verso.

La Fédération communiste libertaire (FCL) adopte dès ses débuts le drapeau rouge et noir et le Manifeste du communisme libertaire comme texte de référence. Elle développe également son activité anticolonialiste et syndicale et fait preuve d'une attitude plus ouverte à l'égard du marxisme.
En 1954, dès le lendemain de la «Toussaint rouge», la FCL s'engage dans le soutien aux indépendantistes algériens. D'abord en collant sur les murs de Paris des centaines d'affiches avec l'ICL « Vive l'Algérie libre », puis dans leur journal avec des articles soutenant l'insurrection ce répétant dans chaque numéro du Libertaire,,. En mai 1955, le premier militant français incarcéré pour son soutien à la cause algérienne était un ouvrier communiste libertaire, membre de la FCL : Pierre Morain. Il fut condamné à un an de prison ferme.
Rapidement la police française entreprend de liquider la FCL. Multipliant les saisies du journal et les condamnations de ses militants, l'organisation suspend progressivement ses activités, jusqu'en juillet 1956 quand Le Libertaire, étranglé par les condamnations, les dettes, la censure et les saisies de la police, cesse de paraître. Certain militants comme Georges Fontenis et Pierre Morain passèrent alors à la clandestinité pour échapper aux poursuites,.
À l'été 1957, lorsque la DST arrête les derniers militants en cavale ou en clandestinité, la FCL disparait pour de bon. Certains rescapés, privé de l'existence d’une organisation spécifiquement communiste libertaire , arrivent néanmoins à poursuivent la lutte mais au sein de La Voie communiste opposition interne du Parti communiste français.

### Le tournant de Mai 68

#### Organisation révolutionnaire anarchiste (1967-1976)

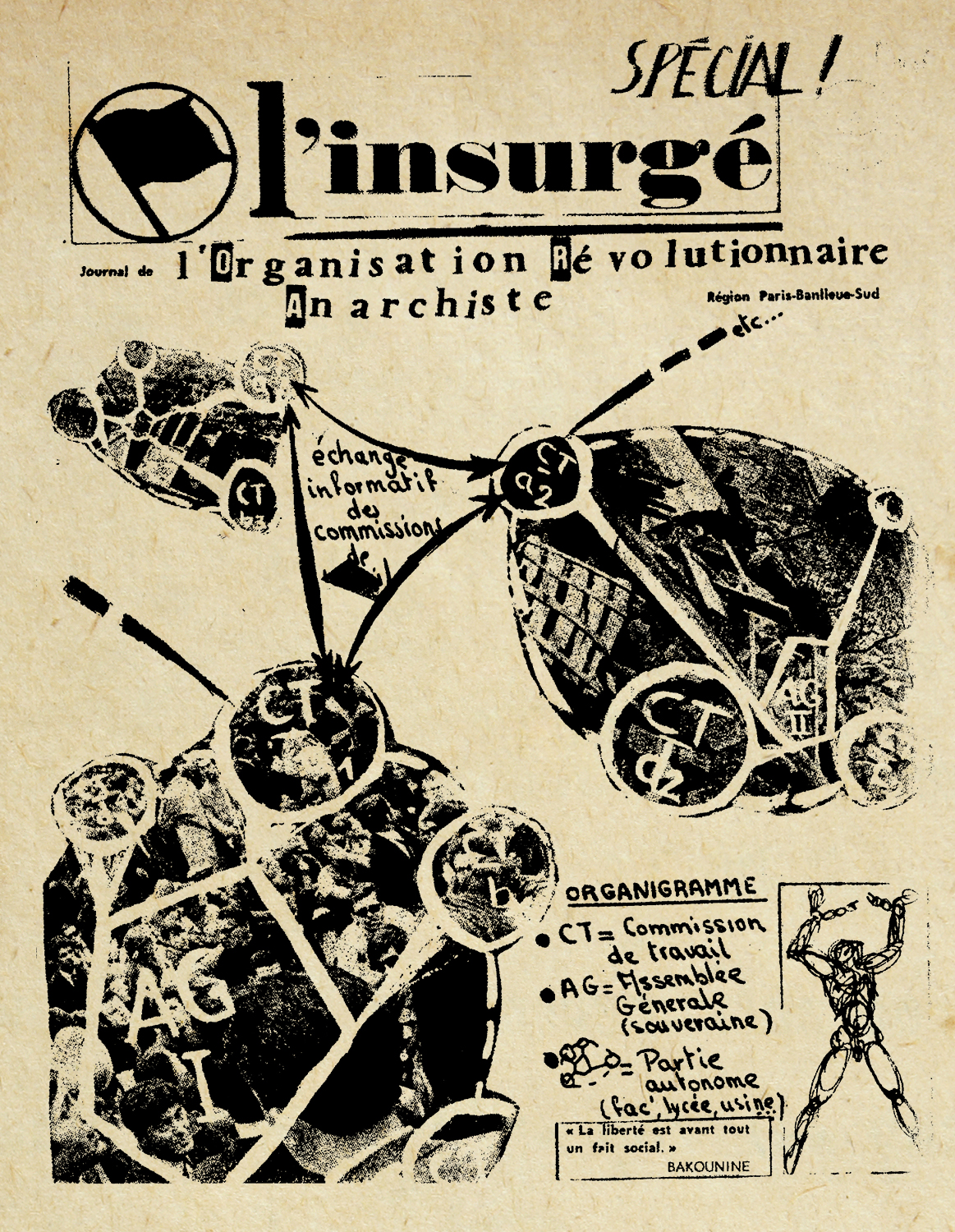
Numéro spécial de L'Insurgé, en Mai 68.

Après le démantèlement de la FCL en 1957, le courant communiste libertaire français connaît plusieurs années de traversée du désert, ne subsiste que quelques revues (Noir et Rouge) ou quelques groupes locaux, parfois membres de la Fédération anarchiste (FA), mais aucune organisation nationale d'envergure. Mai 68 offre aux communistes libertaires un nouveau dynamisme.
En 1967, les communistes libertaires de la FA derrière Maurice Fayolle forment une tendance interne l'Organisation révolutionnaire anarchiste (ORA) se référant à la Plate-forme, et possédant son propre bulletin interne L’Organisation libertaire.
En Mai 68, des militants de l'ORA agissent sous leur propre sigle et non sur celui de la FA. Avec un « quartier général » à la Sorbonne, un journal L'Insurgé et l'organisation de barricades anarchistes lors de la nuit des barricades le 19 mai 1968. Cette forte activité entraine un afflux de jeunes souhaitant rejoindre l'ORA sans adhérer à la FA,. Cette situation ambiguë pousse l'ORA à se dissocier de la FA par étapes. Jusqu'en mars 1970 où l'ORA quitte la FA et devient une organisation à part entière.

#### Mouvement communiste libertaire (1969-1971)
En parallèle se constituent le Mouvement communiste libertaire (MCL), fondé en mai 1969 et rassemblant divers groupes révolutionnaires, dont certains apparus à la faveur de Mai 68. Très rapidement le MCL se pose la question d'une unification avec l'ORA. Un processus de fusion est entamé de l’automne 1969 à l’été 1971, mais il échouera. Malgré ça, en juillet 1971, trois groupes de l'ORA finissent par fusionner avec le MCL aboutissent à la fondation de l'Organisation communiste libertaire (OCL « première manière »). Une organisation ayant une existence aussi discrète qu’erratique, qui finit par s'autodissoudre en 1976.

### Fin du XXe siècle

#### ORA: La scission OCL-UTCL
À la suite des grèves de 1974 dans les banques, le rail et aux PTT, naît une tendance ouvriériste et syndicaliste révolutionnaire au sein de l'ORA. Cette tendance, baptisée Union des travailleurs communistes libertaires (UTCL), critique les dérives ultra-gauche de l'ORA (antisyndicalisme) et sa confusion politique. En 1976, au congrès d’Orléans, la tendance UTCL fut exclue de l’ORA qui se rebaptise alors Organisation communiste libertaire (OCL « deuxième manière »). En mars 1978 se tint le Ier congrès de l'UTCL, qui officialise sa constitution en une organisation politique.

#### Organisation communiste libertaire (1976-aujourd'hui)
L'OCL née en 1976, après le congrès d'Orléans de l'ORA. Dès ses débuts, le groupe parisien de l'OCL intègre le mouvement autonome, avant de rompre avec celui-ci au début des années 1980. Elle est par la suite traversé par d'autres débat sur l'organisation et le fédéralisme, elle finit par rejeter le modèle plateformiste au profit d'une organisation très décentralisée et assembléiste. L'OCL développe une pratique d'intervention qu'elle nomme mouvementiste et rupturiste qui donne priorité au travail local, aux luttes autonomes et qui critique les syndicats et toute institutionnalisation des luttes.
L'OCL arrivera à se maintenir jusqu'à aujourd'hui.

#### Union des travailleurs communistes libertaires (1976-1991)

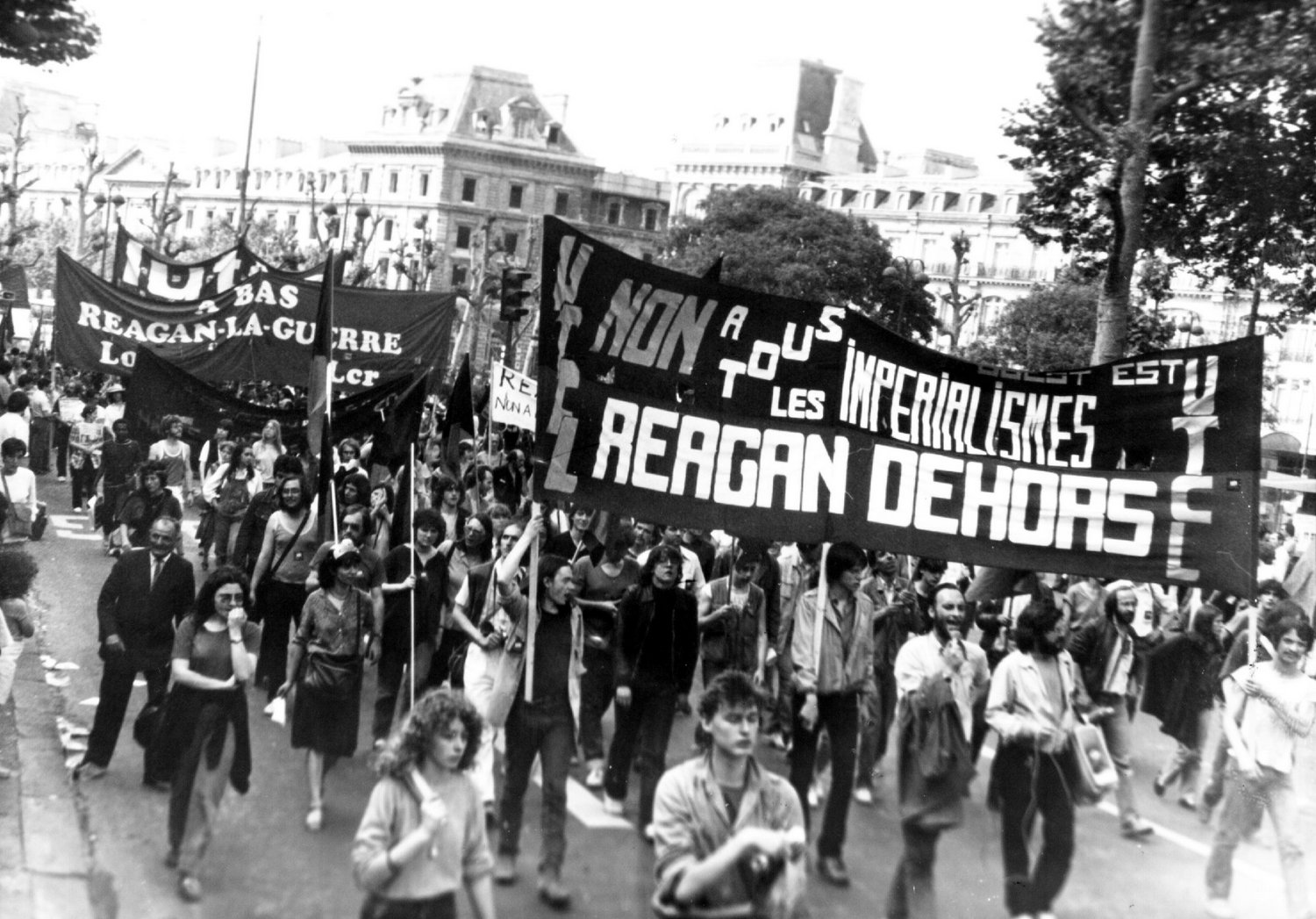
L'UTCL à la manifestation parisienne du 5 juin 1982, contre la visite de Ronald Reagan en France.

Après son exclusion de l'ORA en 1976, et jusqu’à son Ier congrès en mars 1978, la tendance UTCL se transforme en « Collectif pour une UTCL » avant de devenir une organisation à part entière. L’UTCL opte pour une stratégie de lutte tournée vers l’entreprise et le syndicat, en se référant directement au syndicalisme révolutionnaire. L'UTCL est au début très impliqués dans l’animation de la gauche CFDT et est opposée au « recentrage » de la confédération dans les années 1980. En 1988, après un conflit politique en interne de la CFDT PTT, les militants de l'UTCL participent à la création de syndicats alternatif, dont les syndicats SUD.
En 1979, l’UTCL négocie l’entrée en son sein de l'Organisation Combat anarchiste (OCA). La fusion est actée au IIe congrès de l’UTCL, en novembre de la même année.
À partir de 1988, l’UTCL fait le pari de s’autodépasser au sein d’un rassemblement des communistes libertaires. En mai 1989 est rendu public un « Appel pour une alternative libertaire » cosigné par plus de 150 personnes issues de différents horizons du mouvement. Un processus d’unification débute donc, qui conduit à la fondation, en mai 1991, d’Alternative libertaire (AL). L’UTCL décidèrent alors de s’y autodissoudre.

### Début du XXIe siècle

#### Alternative libertaire (1991-2019)

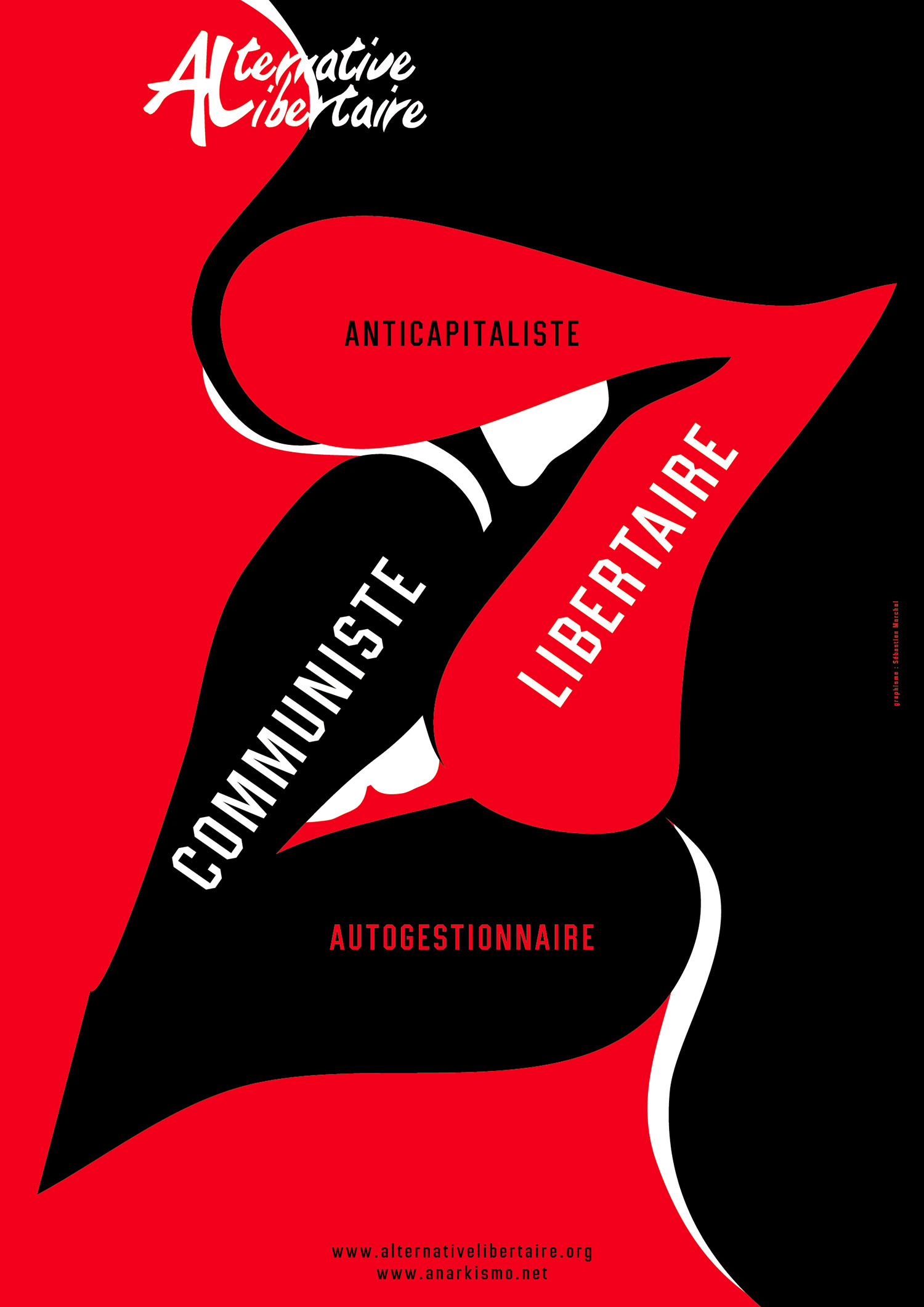
Affiche pour les vingt ans d'AL, 2011.

Issue d'un processus de recomposition du champ politique communiste libertaire, AL est fondé en 1991, elle hérite de l'UTCL ses thématiques syndicalistes révolutionnaires et sa tendance plateformiste., tout en étant influencé par les pensées de Daniel Guérin et d'Alain Bihr. AL est aussi partisane de l'autonomie et la convergence des luttes, ses militants sont ainsi investie dans l'ensemble des mouvements sociaux, en priorité les syndicats (SUD, CGT...) mais aussi dans des associations de luttes comme : AC !, Droits devant !!, Droit au logement...
En juin 2000, au Ve congrès d’AL, l'organisation décide d'un « tournant vers la visibilité », après presque dix ans d'immersion dans les mouvements sociaux, au détriment de la construction de l'organisation. AL commence ainsi à organiser des cortèges en manif, augmenter le tirage de son journal, ouvrir un local publique sur Paris...
Proches idéologiquement et dans leur pratique politique, AL entame un projet de fusion en 2018 avec la Coordination des groupes anarchistes (CGA), ce qui aboutie à un congrès de fusion dans l'Allier en 2019 et à la fondation de l'Union communiste libertaire (UCL).

#### Coordination des groupes anarchistes (2002-2019)
La CGA est créée en 2002, après une scission des groupes du sud de la France de la FA, en raison de leur refus de la pratique de l'unanimité dans le processus décisionnel de la FA, jugée « source d'immobilisme ». Ces groupes se réunissent alors dans une nouvelle organisation se réclamant du communisme libertaire et du syndicalisme d'action directe.
En 2018, la CGA se rapproche d'AL et entame un projet de fusion, aboutissant à la fondation de l'UCL en 2019.

#### Union communiste libertaire (2019-aujourd'hui)
Le congrès fondateur de l'UCL s'est organisé dans l'Allier en juin 2019. Cette nouvelle organisation est née de la fusion d'AL et de la CGA, union rendue possible par la rédaction conjointe du Manifeste de l'Union communiste libertaire.
L’UCL profite des apports idéologiques de ses aînés (l'UTCL, AL et la CGA), sa stratégie porte donc sur l'’implication de ses militants au sein de ces contre-pouvoirs, afin d'en constituer dans l'ensemble de la société, dans l'espoir de former, à terme, un véritable pouvoir populaire capable de remplacer le pouvoir d’État puis de travailler à l’instauration d’un ordre social basé sur la démocratie directe, l’autogestion et le fédéralisme. Elle combine alors une implication syndicaliste révolutionnaire avec une présence dans les luttes antiracistes, féministes, LGBTI et écologistes.

## Expériences de mise en pratique

### Ukraine 1917-1920
Il y a des expériences de communisme libertaire en Ukraine dans divers cantons ou villages qui sont cependant trop courtes pour que l'on puisse en retirer un enseignement, cependant, il reste des écrits de Makhno au sujet de Goulai Polié et de ses environs.

### Espagne 1936-1938

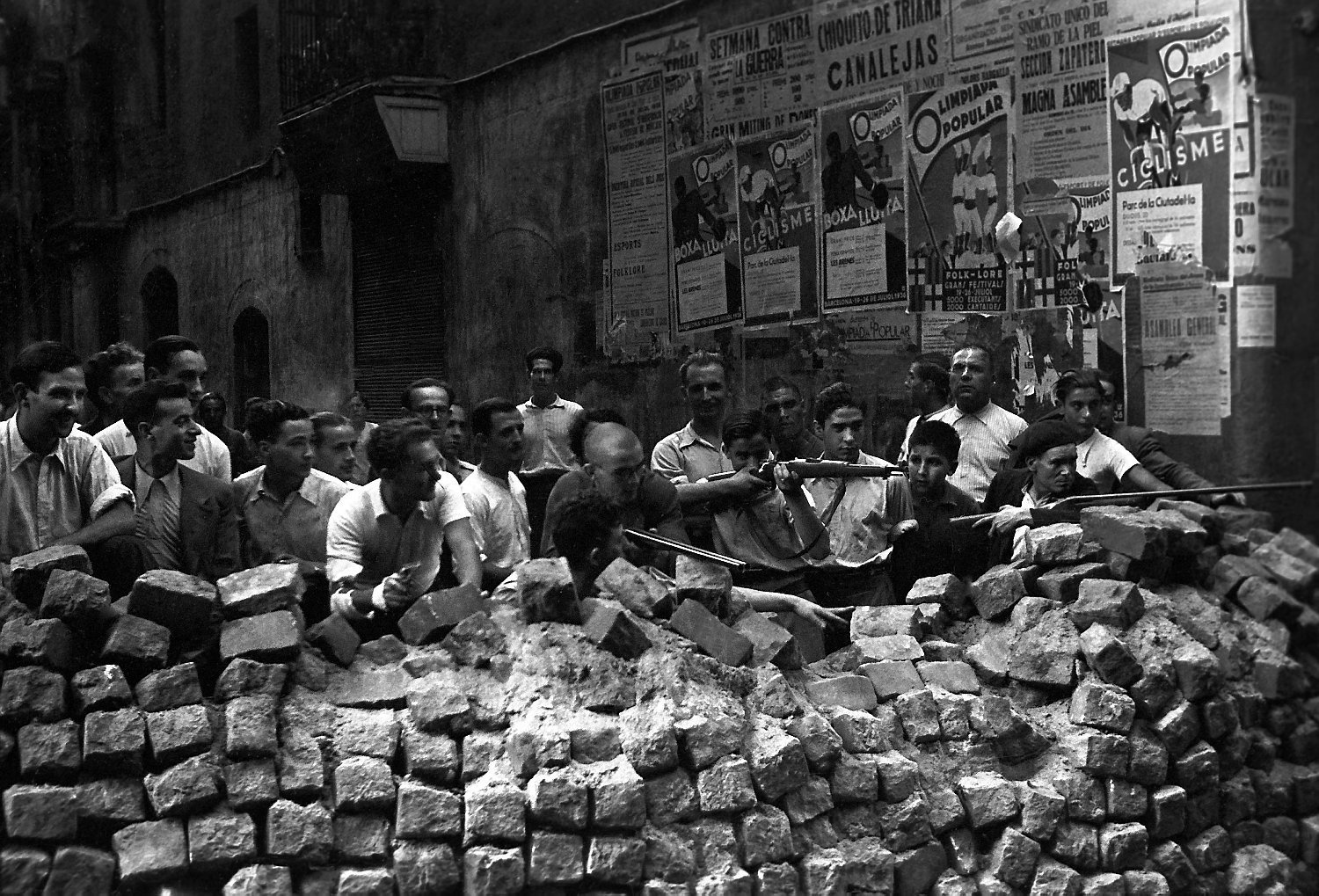
Barcelone 19 juillet 1936.

L'expérience la plus importante qui ait existé de mise en pratique du communisme libertaire a eu lieu en Espagne durant la période révolutionnaire allant de 1936 à 1938.
Dès le 18 juillet, jour de l'insurrection, une collectivisation des terres et des usines se fait dans quasiment toute l'Espagne « républicaine » avec plus ou moins d'intensité selon les régions et selon la force ouvrière et paysanne présente et influencée par les anarchistes. Dans certaines parties les communes ou collectivités vivent selon le communisme libertaire, dans d'autres parties le collectivisme libertaire. L'expérience espagnole est controversée dans la mesure où certains mettent en avant le vécu démocratique et populaire, tandis que d'autres soulignent que les idées anarchistes n'ont pas permis d'organiser la victoire contre le soulèvement fasciste.

### Autres exemples de mise en pratique
L'Armée zapatiste de libération nationale (EZLN) dans la province mexicaine du Chiapas organise les zones qu'elle contrôle sur un modèle proche du communisme libertaire : les paysans mettent en commun les terres et s'associent au sein de communautés pour traiter librement de l'organisation de leur société. Ces structures constituent une véritable administration qui remplace l'État dans certaines parties de cette région, où son autorité est presque absente depuis 1994.
Il y a eu d'autres exemples de mise en pratique de communisme libertaire : collectivités libertaires à l'époque des Soviets en URSS, initiatives autogestionnaires en Argentine, en France, etc.

### Sociétés traditionnelles
Certains comme Pierre Clastres considèrent que le mode d'organisation de certaines sociétés traditionnelles extra-occidentales (à l'instar des Guayaki) situées dans différentes parties du monde (Amériques, Afrique, Asie, Polynésie), et qui ont perduré durant des millénaires, sont assez similaire au moins en partie à l'anarcho-communisme. Ces systèmes d'organisation mettent en valeur la satisfaction du besoin de chacun, et non le surplus et le bénéfice de quelques-uns au détriment de tous.

### Principes et théories
- Isaac Puente, Le Communisme libertaire, Confédération nationale du travail (Espagne), 1935, texte intégral.
- Daniel Guérin, Pour le communisme libertaire, 2003, éd. Spartacus,  (ISBN 2902963467), notice éditeur, texte intégral.
- Georges Fontenis, Manifeste du communisme libertaire, Problèmes essentiels, 1953, Éditions L, 1985, Éditions d'Alternative libertaire, 2022, texte intégral.
- Anthologie, Le communisme, Éditions Entremonde, Lausanne, 2009,  (ISBN 978-2-940426-00-3).
- Carlo Cafiero, Anarchie et Communisme, 1880, [lire en ligne].
- Pierre Kropotkine, Le communisme anarchiste, chap. III de La Conquête du Pain, 1892.
- Malatesta, Le programme anarchiste.
- Élisée Reclus, L'évolution la révolution et l'idéal anarchique.
- Sébastien Faure, Les anarchistes, ce qu'ils sont, ce qu'ils ne sont pas.
- Nestor Makhno, Ida Mett, Piotr Arshinov, Valevsky et Linsky, Plate-forme d'organisation des communistes libertaires, 1926.
- UCL, Manifeste de l'Union communiste libertaire, 2019 (lire en ligne)
- UTCL, Un projet de société communiste libertaire, Éditions d'Alternative libertaire, 2011, 159 p. (ISBN 978-2914933193)
- Fédération anarchiste, L'autogestion anarchiste, Paris, Éditions du Monde Libertaire, 2006
- Le mouvement Makhnoviste, Éditions du Monde Libertaire.
- « Qu'est-ce que le communisme libertaire ? », Alternative libertaire, no 218,‎ juin 2012 (lire en ligne)
- Claude Berger, Marx, l'association, l'anti-Lénine, vers l'abolition du salariat, Payot, 1974.
- Claude Berger, Les associationnistes : pour l'abolition du salariat, Spartacus, 1976.
- Kropotkine, Itinéraire : une vie, une pensée, no 3, juin 1988, 50 pages, présentation en ligne, notice.
- Émile Carme, « La brèche communiste libertaire », Ballast,‎ 19 novembre 2016 (lire en ligne).

### Sur les expériences
- La Révolution inconnue de Voline (histoire de la révolution russe et dont une partie de l'ouvrage se focalise sur les expériences en Ukraine avec la Makhnovtchina) ;
- Espagne libertaire de 1936 de Gaston Leval (description des expériences des collectivités pendant la Révolution sociale espagnole de 1936) ;
- Catalogne 1936 d'Abel Paz (les collectivités vécues).
- Théo Rival, Syndicalistes et libertaires. Une histoire de l’Union des travailleurs communistes libertaires (1974-1991), Éditions d'Alternative libertaire, 2013, notice Dissidences.
- Burnett Bolloten, La Révolution espagnole : la gauche et la lutte pour le pouvoir, Paris, Éditions Ruedo Ibérico, 1977, (OCLC 3689855).

#### Thèmes liés
- Anarchisme - Communisme - Anarchie - Libertaire - Communisme primitif - Communisation - Socialisme libertaire - Anarcho-syndicalisme - Collectivisme libertaire - Municipalisme libertaire - Communisme de conseil - Syndicalisme révolutionnaire - Marxisme libertaire
- Red and Anarchist Skinheads - Fonds d'archives communistes libertaires

#### Histoire
- Révolution espagnole - Ukraine libertaire - Révolte de Kronstadt - Mai 1968 - Commune de Paris - République alsacienne des conseils - Résistance - CNT - AIT - Insurrectionnalisme.

#### Auteurs et théoriciens
- Cités dans « Le Maitron » : « communiste libertaire ».
- Pierre Kropotkine - Carlo Cafiero - Pierre-Joseph Proudhon - Errico Malatesta - Sébastien Faure - Élisée Reclus - Jean Grave - Vernon Richards - Abel Paz - Nestor Makhno - Piotr Archinov - Emma Goldman - Daniel Guérin - Georges Fontenis - Alexandre Berkman - Christian Lagant - Gaston Leval - Pierre Ramus - Murray Bookchin

#### Organisations
- Action Autonome (Suisse 2007)
- Alliance communiste-anarchiste (France 1910-1911)
- Alternative libertaire (France et Belgique 1991-2019)
- Anarkismo (Internationale 2005)
- Coordination des groupes anarchistes (France 2002-2019)
- Fédération anarchiste de Rio de Janeiro (Brésil 2003)
- Fédération communiste anarchiste (France 1911-1913)
- Fédération communiste libertaire (France 1953-1957)
- Fédération des communistes anarchistes (Italie 1986)
- Fédération des communistes libertaires du Nord-Est (États-Unis 2000)
- Front révolutionnaire d'action prolétarienne (Belgique 1985-1988)
- Internationale communiste libertaire (Internationale 1954-1958)
- La Plateforme (Allemagne 2019)
- Mouvement communiste libertaire (France 1969-1971)
- Organisation communiste libertaire (France 1976)
- Union communiste libertaire (France, Suisse et Belgique 2019)
- Union des travailleurs communistes libertaires (France 1976-1991)
- Zabalaza Anarchist Communist Front (Afrique du Sud 2003)

#### Autres groupes
- La Conquête du pain (boulangerie)
- Makhnovchtchina (armée)
- Milices confédérales (armée)

#### Bande son
- L'Internationale (version française avec les paroles) écouter en ligne.